# Volksabstimmungen in der Schweiz 1962
Dieser Artikel bietet eine Übersicht der Volksabstimmungen in der Schweiz im Jahr 1962.
In der Schweiz fanden auf Bundesebene vier Volksabstimmungen statt, im Rahmen dreier Urnengänge am 1. April, 27. Mai und 4. November. Dabei handelte es sich um eine Volksinitiative, zwei obligatorische Referenden und ein fakultatives Referendum.

## Abstimmung am 1. April 1962

### Ergebnisse
| Nr. | Vorlage                                     | Art | Stimm- berechtigte | Abgegebene Stimmen | Beteiligung | Gültige Stimmen | Ja      | Nein    | Ja-Anteil | Nein-Anteil | Stände | Ergebnis |
| --- | ------------------------------------------- | --- | ------------------ | ------------------ | ----------- | --------------- | ------- | ------- | --------- | ----------- | ------ | -------- |
| 199 | Volksbegehren für ein Verbot von Atomwaffen | VI  | 1'510'038          | 839'590            | 55,59 %     | 824'033         | 286'895 | 537'138 | 34,82 %   | 65,18 %     | 4:18   | nein     |

### Atomwaffenverbot
Als Reaktion auf das nukleare Wettrüsten im Kalten Krieg prüften die Bundesbehörden die Beschaffung von Atomwaffen für die Schweizer Armee. Parallel zu diesen Bestrebungen lancierte die zur Friedensbewegung gehörende «Schweizerische Bewegung gegen atomare Aufrüstung» eine Volksinitiative. Sie kam im Mai 1959 zustande und verlangte, dass «Herstellung, Einfuhr, Durchfuhr, Lagerung und Anwendung von Atomwaffen aller Art […] verboten» sein sollten. 1961 hielt der Bundesrat fest, dass weder völkerrechtliche noch ethische Gründe, noch die Neutralität der Schweiz gegen die atomare Bewaffnung sprechen würden. Die mögliche Gefährdung der eigenen Bevölkerung durch den Atomwaffeneinsatz erachtete er nicht als bedeutend grösser als bei einem konventionellen Krieg. Das Parlament folgte dieser Einschätzung fast oppositionslos. Die Initianten konnten nur auf die Hilfe der PdA und des Schweizerischen Friedensrates zählen. Sie bezeichneten die Verteidigung mit Atomwaffen als kollektiven Selbstmord und als unvereinbar mit der Neutralität, da sie einer Annäherung an die NATO gleichkomme. Auf Seiten der Gegner stand neben den bürgerlichen Parteien auch die SP (wobei die Kantonalparteien der Romandie und des Tessins eine von der Mutterpartei abweichende Haltung einnahmen). Die Gegner bezeichneten ein Verbot von Atomwaffen als voreilig, denn in absehbarer Zeit werde es möglich sein, kleine und «saubere» Atombomben zu bauen. Fast zwei Drittel der Abstimmenden verwarfen die Initiative, wobei vier Kantone der lateinischen Schweiz ihr zustimmten. Letztlich scheiterte das Schweizer Kernwaffenprogramm aus finanziellen und technologischen Gründen. Nach der Unterzeichnung des Atomwaffensperrvertrags im Jahr 1968 wurde es nicht mehr aktiv weiterverfolgt und 1988 endgültig aufgegeben.

## Abstimmungen am 27. Mai 1962

### Ergebnisse
| Nr. | Vorlage | Art | Stimm- berechtigte | Abgegebene Stimmen | Beteiligung | Gültige Stimmen | Ja      | Nein    | Ja-Anteil | Nein-Anteil | Stände | Ergebnis |
| --- | --- | --- | ------------------ | ------------------ | ----------- | --------------- | ------- | ------- | --------- | ----------- | ------ | -------- |
| 200 | Bundesbeschluss vom 21. Dezember 1961 über die Ergänzung der Bundesverfassung durch einen Artikel 24sexies betreffend den Natur- und Heimatschutz                                         | OR  | 1'509'718          | 585'357            | 38,77 %     | 559'415         | 442'559 | 116'856 | 79,11 %   | 20,89 %     | 22:0   | ja       |
| 201 | Bundesgesetz vom 21. Dezember 1961 über die Abänderung des Bundesgesetzes betreffend die Taggelder und Reiseentschädigungen des Nationalrates und der Kommission der eidgenössischen Räte | FR  | 1'509'718          | 585'515            | 38,77 %     | 557'966         | 176'737 | 381'229 | 31,68 %   | 68,32 %     | –      | nein     |

### Natur- und Heimatschutzartikel
Natur- und Heimatschutz waren mehrheitlich Sache der Kantone, doch der Bundesrat befand, dass diese nicht mehr in der Lage seien, Baudenkmäler, Orts- und Landschaftsbilder, einheimische Wildtiere sowie bedeutende Naturlandschaften angemessen zu schützen. Nachdem sich die Organisation Pro Natura jahrzehntelang für ein entsprechendes Bundesgesetz eingesetzt hatte, überwies das Parlament 1954 eine entsprechende Motion. Der daraufhin vom Departement des Innern vorgelegte Entwurf eines neuen Verfassungsartikels stiess bei Verbänden, Parteien und einer Mehrheit der Kantone auf Wohlwollen. Zwar sollten Natur- und Heimatschutz weiterhin explizit in der Hoheit der Kantone bleiben, jedoch sollte der Bund in bestimmten Bereichen das Recht zum Erlass von Vorschriften erhalten. Ausserdem sollte er befugt werden, kantonale und private Natur- und Heimatschutzbestrebungen zu fördern. In der Abstimmungskampagne machten sich hauptsächlich Pro Natura, der Schweizer Heimatschutz und die kantonalen Naturschutzkommissionen bemerkbar. Sie argumentieren, dass mit der rasanten wirtschaftlichen und technologischen Entwicklung sowie der wachsenden Verstädterung viele kulturell bedeutende Objekte, Landschaften und Tierarten bedroht seien; ebenso müsse das Bild der Heimat geschützt werden und viele Probleme seien kantonsübergreifend. Da sich kaum Opposition bemerkbar machte, fiel das Ergebnis mit fast 80 Prozent Zustimmung sehr deutlich aus.

### Taggelder und Reiseentschädigungen
Seit 1923 regelte das «Bundesgesetz betreffend die Taggelder und Entschädigungen des Nationalrates und der Kommissionen der eidgenössischen Räte» die Aufwandsentschädigungen der Nationalratsabgeordneten. Bis 1957 wurde das Taggeld in mehreren Schritten von 30 auf 65 Franken erhöht. Im Dezember 1961 schlug der Bundesrat eine Erhöhung der Taggelder auf 100 Franken vor und begründete dies mit den gestiegenen Lebenshaltungskosten. Der Nationalrat und auch der Ständerat stimmten zu, wenn auch bei zahlreichen Absenzen (so waren nur gerade 16 Ständeräte anwesend). Kurz darauf ergriffen die «Freien Stimmberechtigten», eine Gruppierung aus dem Kanton Aargau, erfolgreich das Referendum. Die breite Front der Befürworter hielt sich auffallend zurück, da sich früh abzeichnete, dass die Vorlage einen schweren Stand haben dürfte. So sprachen sie von einem «psychologischen Missgeschick» und bezeichneten die bevorstehende Abstimmung als «unerquicklichen Urnengang». Die Gegner kritisierten vor allem den schlechten Zeitpunkt der geforderten Taggelderhöhung, da sich Bundesrat und Parlament mit Sparprogrammen und -aufrufen gegen die Konjunkturüberhitzung zur Wehr setzten mussten und in anderen Bereichen besondere Zurückhaltung bei den Ausgaben forderten. Daher sei es ein «krasser Widerspruch», wenn ein Rat selber diese Mahnungen missachte. Bei einer tiefen Beteiligung lehnten über zwei Drittel der Abstimmenden die Vorlage ab, nur im Kanton Genf fand sie eine knappe Ja-Mehrheit.

## Abstimmung am 4. November 1962

### Ergebnis
| Nr. | Vorlage | Art | Stimm- berechtigte | Abgegebene Stimmen | Beteiligung | Gültige Stimmen | Ja      | Nein    | Ja-Anteil | Nein-Anteil | Stände | Ergebnis |
| --- | --- | --- | ------------------ | ------------------ | ----------- | --------------- | ------- | ------- | --------- | ----------- | ------ | -------- |
| 202 | Bundesbeschluss vom 15. Juni 1962 über die Änderung des Artikels 72 der Bundesverfassung (Wahl des Nationalrates) | OR  | 1'515'920          | 550'467            | 36,31 %     | 519'790         | 331'059 | 188'731 | 63,69 %   | 36,31 %     | 16:6   | ja       |

### Mitgliederzahl des Nationalrats
Die Anzahl der Sitze im Nationalrat orientierte sich an der Bevölkerungsgrösse. Da die Einwohnerzahl der Schweiz kontinuierlich anstieg, waren zwei Anpassungen nötig, um den Nationalrat nicht zu gross werden zu lassen. Mittels einer Verfassungsänderung wurde im Jahr 1930 die so genannte Vertretungsziffer von 20'000 auf 22'000 Einwohner je Sitz erhöht, 1950 auf 24'000. Das grundsätzliche Problem wurde aber mit beiden Revisionen nicht behoben, denn ab 1963 würde der Nationalrat gemäss dieser Formel mehr als 200 Mitglieder zählen. 1961 griff der Bundesrat auf eine 1931 vorgeschlagene Idee von Emil Klöti zurück und schlug Folgendes vor: Dauerhafte Festlegung der Sitzzahl auf 200 und Verteilung der Mandate unter den Kantonen im Verhältnis zu ihrer Wohnbevölkerung. Dadurch würden in Zukunft weitere Anpassungen der Vertretungsziffer überflüssig. Dieser Vorschlag fand im Parlament breite Zustimmung. Die meisten Parteien unterstützten die Vorlage, während die KVP sich nicht festlegen wollte und Stimmfreigabe beschloss. Starke Opposition gegen den geplanten «Rat der 200» gab es in jenen Kantonen, die mit der neuen Regelung damit rechnen mussten, Mandate zu verlieren. Dies traf insbesondere auf Glarus, Graubünden, Freiburg und Tessin zu. Die Vorlage stiess auf sehr geringes Interesse, was zur bis dahin drittniedrigsten Stimmbeteiligung überhaupt führte. Knapp zwei Drittel der Abstimmenden nahmen sie an, Nein stimmten neben den bereits genannten Kantonen auch Schwyz und Thurgau.